# 长鳞芽杜鹃
长鳞芽杜鹃（学名：Rhododendron longiperulatum）为杜鹃花科杜鹃花属下的一个种。

## 扩展阅读
- 維基物種上的相關：长鳞芽杜鹃